# Provincia del Gov'-Altaj
La provincia del Gov'-Altaj (in mongolo: Говь-Алтай Аймаг) è una provincia della Mongolia che confina a sud con la Cina, ad ovest con la provincia di Hovd, a nord con quella del Zavhan e ad est con la provincia di Bajanhongor.
Nel territorio ci sono la parte orientale dell'Altai mongolo ad ovest e i monti Hangaj (che arrivano a 3.500 m) a nord e per il resto è occupato dal deserto del Gobi.
L'unica risorsa economica della popolazione è la pastorizia, praticata nonostante la povertà del terreno desertico.

## Geografia antropica

### Suddivisioni amministrative
La provincia del Gov'-Altaj è suddivisa nei seguenti distretti (sum):
| Sum                       | Mongolo   | Area (km²) | Popolaz. 2007 | Popolaz. 2009 | Densità (ab./km²) |
| ------------------------- | --------- | ---------- | ------------- | ------------- | ----------------- |
| Distretto di Altaj *      | Алтай     | 20.256     | 2.386         | 2.152         | 0,11              |
| Distretto di Bajan-Uul    | Баян-Уул  | 5.836      | 2.953         | 2.943         | 0,50              |
| Distretto di Bigėr        | Бигэр     | 3.826      | 2.460         | 2.197         | 0,57              |
| Distretto di Bugat        | Бугат     | 9.921      | 2.461         | 2.257         | 0,23              |
| Distretto di Čandman'     | Чандмань  | 4.629      | 2.024         | 2.053         | 0,44              |
| Distretto di Cėėl         | Цээл      | 5.631      | 2.235         | 2.038         | 0,36              |
| Distretto di Cogt         | Цогт      | 16.618     | 3.950         | 3.697         | 0,22              |
| Distretto di Darvi        | Дарви     | 3.523      | 1.877         | 1.819         | 0,52              |
| Distretto di Dėlgėr       | Дэлгэр    | 6.625      | 3.066         | 3.104         | 0,47              |
| Distretto di Ėrdėnė       | Эрдэнэ    | 26.066     | 2.280         | 2.288         | 0,09              |
| Distretto di Esônbulag ** | Есөнбулаг | 2.161      | 17.527        | 16.243        | 7,52              |
| Distretto di Haliun       | Халиун    | 4.214      | 2.546         | 2.497         | 0,59              |
| Distretto di Hôh mor't    | Хөх морьт | 6.314      | 2.404         | 2.461         | 0,39              |
| Distretto di Šarga        | Шарга     | 5.566      | 1.930         | 1.921         | 0,35              |
| Distretto di Tajšir       | Тайшир    | 3.913      | 1.575         | 1.536         | 0,39              |
| Distretto di Tôgrôg       | Төгрөг    | 5.343      | 1.871         | 1.914         | 0,36              |
| Distretto di Tonhil       | Тонхил    | 7.322      | 2.388         | 2.402         | 0,33              |
| Distretto di Žargalan     | Жаргалан  | 3.683      | 1.885         | 1.904         | 0,52              |

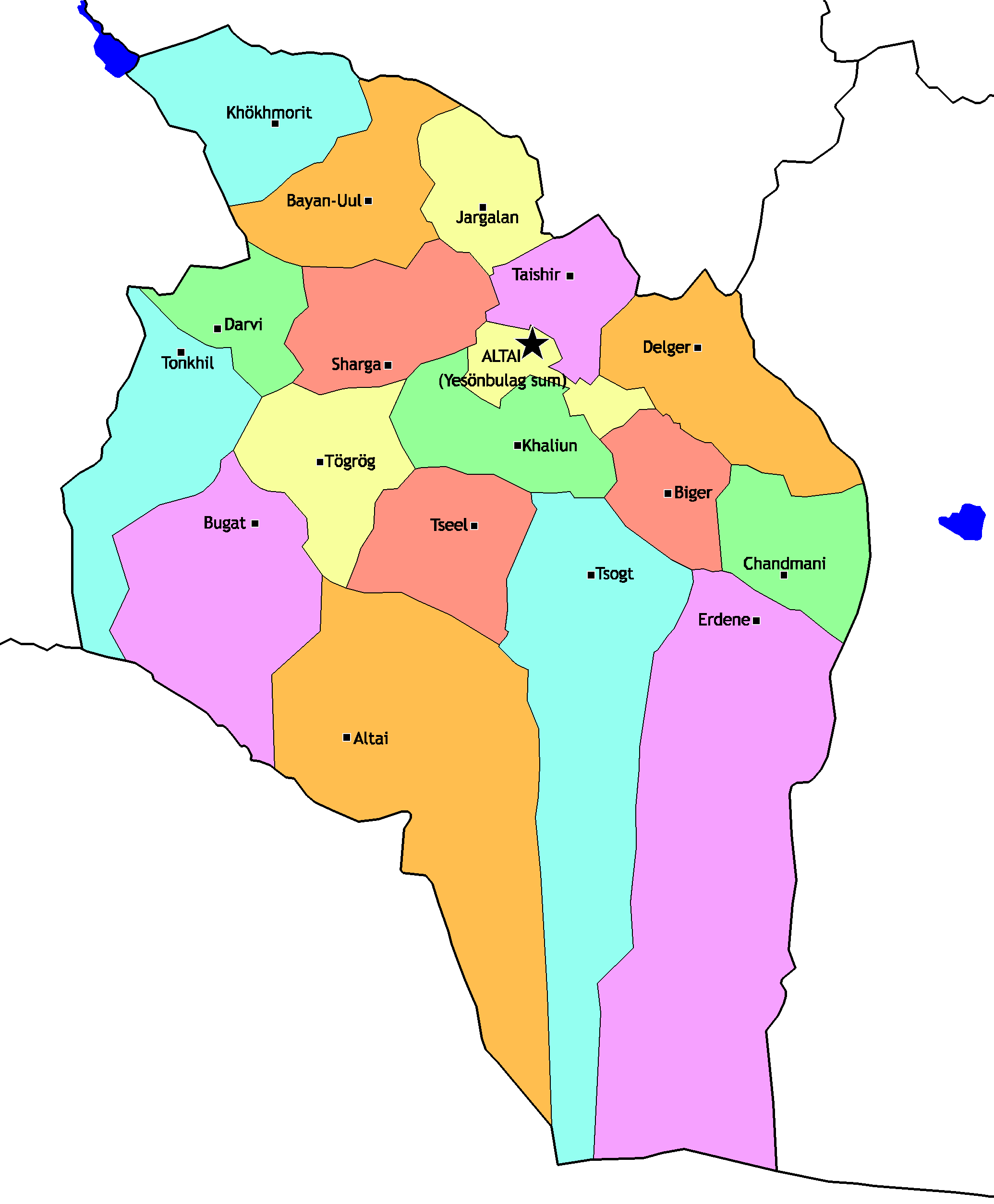
I sum della provincia del Gov’-Altaj (nella traslitterazione anglosassone)

(*) Il distretto di Altaj, con il suo omonimo centro amministrativo, che si trova nella parte sud-occidentale della regione, non va confuso con il capoluogo regionale Altaj.
(**) Esônbulag è il distretto del capoluogo regionale Altaj.